# Racing Club Vilalbés
El Racing Club Vilalbés és un club de futbol gallec del municipi de Vilalba, a la província de Lugo. Actualment juga al grup 1 de la Tercera divisió.

## Història
La idea de crear el club sorgeix el 1929, quan a Vilalba ja existia un altre equip, l'Sporting Vilalbés. L'1 de novembre de 1931 es va constituir el Racing Club Vilalbés, que canviaria el seu nom pel de Club Villalbés entre 1940 i 1965.
El 31 d'agost de 1948 es va inaugurar el Campo do Castelo, amb un partit entre el Deportivo da Coruña i el Racing de Ferrol. El 1958 va passar a anomenar-se Estadio Roca, en homenatge al president del club, Francisco Roca.
La temporada 1991-92 l'equip puja per primer cop a la Tercera divisió, categoria que perd tres anys més tard. La temporada 1998-99 torna a pujar i juga a Tercera durant quatre anys. L'últim ascens es remunta a la temporada 2008-09. Des de llavors, l'equip es manté a Tercera.
La temporada 2010-11 acaba en quarta posició, jugant per primer cop a la història la promoció d'ascens a Segona B. L'equip va ser eliminat a la primera fase per l'Alhaurín de la Torre CF.

## Estadi
El Racing juga els seus partits com a local a l'Estadi Municipal d'A Magdalena, amb capacitat per 1.872 espectadors. L'estadi es va inaugurar el 1992.

## Dades del club
- Temporades a Primera: 0
- Temporades a Segona: 0
- Temporades a Segona B: 0
- Temporades a Tercera Divisió: 15 (comptant la 2016-17)

## Jugadors destacats
- Roberto Trashorras